# Mercure (M765/P765)
Pour les articles homonymes, voir Mercure.
Le Mercure (indicatifs visuels M765 puis P765) est, à l'origine, un dragueur de mines français de type DB1 construit à Cherbourg aux CMN (Constructions Mécaniques de Normandie). Il fut modifié comme patrouilleur pour ses missions d'assistance aux pêches.

## Histoire
Il est considéré comme le plus abouti des dragueurs de mines construits en France, bénéficiant du retour d'expérience du Capricorne, dernier dragueur construit de la classe Sirius
Il est construit à 7 exemplaires dont 6 sont destinés à la marine fédérale allemande (Bundesmarine). Cette série a fait l'objet des nettes améliorations, tenant compte de l'expérience acquise, au niveau de l'amagnétisme et de la sécurité des équipages quant au maniement du matériel de dragage. Les mécaniciens ne font plus le quart dans la machine mais dans un local insonorisé dans la cheminée.

## Service

### Dragueur de mines
le M765 Mercure  a été mis en service au sein de la 23e DIDRA (DIvision de DRAgueurs) de Brest dont il est le chef de division. Cette DIDRA comprenant aussi 4 unités de Classe Sirius (dragueurs type D ) dont il devient le chef de division.
Equipements de dragage :
- 2 dragues mécaniques contre mines à orin.
- 1 drague magnétique à boucle flottante.
- 1 drague acoustique à marteau (AM2).
- 1 drague acoustique à piston (AP2) basse fréquence.
- 1 drague explosive (AE1).

Au bout de quelques années, il est mis en réserve sous cocon.

### Patrouilleur
Entre 1979 et 1980, le Mercure est converti en patrouilleur pour des missions d'assistance aux pêches. Son indicatif visuel devient P765. Les moteurs d'origine Mercedes-Benz sont remplacés des moteurs ''MGO'' et les installations de dragage sont débarquées. Sur la plage arrière, un roof infirmerie est installé et ses équipements électroniques sont améliorées.
La drome comprend deux embarcations pneumatiques (6 places) avec moteur hors-bord de 20 cv.
La recrudescence de conflits sur les zones de pêche conduit l'État-Major de la Marine à lui affecter un second équipage pour augmenter son nombre de jours à la mer.
Il termine sa carrière basé au port de La Pallice et retourne à Lorient le 27 avril 1991 pour y être désarmé. Il est remplacé par le patrouilleur Grèbe, P679 .

## Les 6 unités allemandes
Ils prennent le nom de Vegesack-Klasse (Classe Vegesack)  Marine allemande :
- M-1250 Vegesack (21/05/1959) - transfert Turquie en décembre 1975 : M524 Kusadasi
- M-1251  Hameln (20/08/1959) - transfert Turquie en décembre 1975 : M523 Kozlu
- M-1252  Detmold (21/05/1959) - transfert Turquie en décembre 1975 : M521 Kerempe
- M-1253  Worms (30/01/1960) - transfert Turquie en décembre 1975 : M520 Karamursel
- M-1254  Siegen (29/03/1960) - transfert Turquie en décembre 1975 : M522 Kilimli
- M-1255  Passau (26/06/1960) - transfert Turquie en décembre 1975 : M525 Kemer

En 1975, ils intègrent la Marine turque .

## Note et référence
1. ↑  Dragueur côtier Mercure (site Alabordache)